# Pan de Cádiz
Il pan o turrón de Cádiz è un dolce spagnolo a base di marzapane e canditi. Tipico alimento natalizio, risulta ideato negli anni cinquanta da Antonio Valls Garrido, un pasticcere che lavorava a Vienna.